# Jonas Wandschneider
Jonas Wandschneider, född 9 juli 1991, är en dansk skådespelare. Spelade Tobias Hensen i TV-serien Anna Pihl.

## Filmografi (filmer som haft svensk premiär)
- 2007 - Vikaren - Carl